# Kanton Le Mans-2
Der Kanton Le Mans-2 ist seit 2015 ein französischer Wahlkreis im Arrondissement Le Mans, im Département Sarthe und in der Region Pays de la Loire; sein Hauptort ist Le Mans.

## Gemeinden
Der Kanton besteht aus fünf Gemeinden und Gemeindeteilen mit insgesamt 25.554 Einwohnern (Stand: 1. Januar 2022) auf einer Gesamtfläche von 42,84 km²:
| Gemeinde                | Einwohner 1. Januar 2022 | Fläche km² | Dichte Einw./km² | Code INSEE | Postleitzahl |
| ----------------------- | ------------------------ | ---------- | ---------------- | ---------- | ------------ |
| Aigné                   | 1.681                    | 12,59      | 134              | 72001      | 72650        |
| La Chapelle-Saint-Aubin | 2.252                    | 5,93       | 380              | 72065      | 72650        |
| La Milesse              | 2.631                    | 10,41      | 253              | 72198      | 72650        |
| Le Mans                 | 16.217                   | 4,25       | 3.816            | 72181      | 72000, 72100 |
| Saint-Saturnin          | 2.773                    | 9,66       | 287              | 72320      | 72650        |
| Kanton Le Mans-2        | 25.554                   | 42,84      | 596              | 7211       | –            |

1. ↑   Nur der nordwestliche Teil der Gemeinde, der Rest verteilt sich auf die Kantone Le Mans-1, Le Mans-3, Le Mans-4, Le Mans-5, Le Mans-6 und Le Mans-7.